# كريتوقراطية

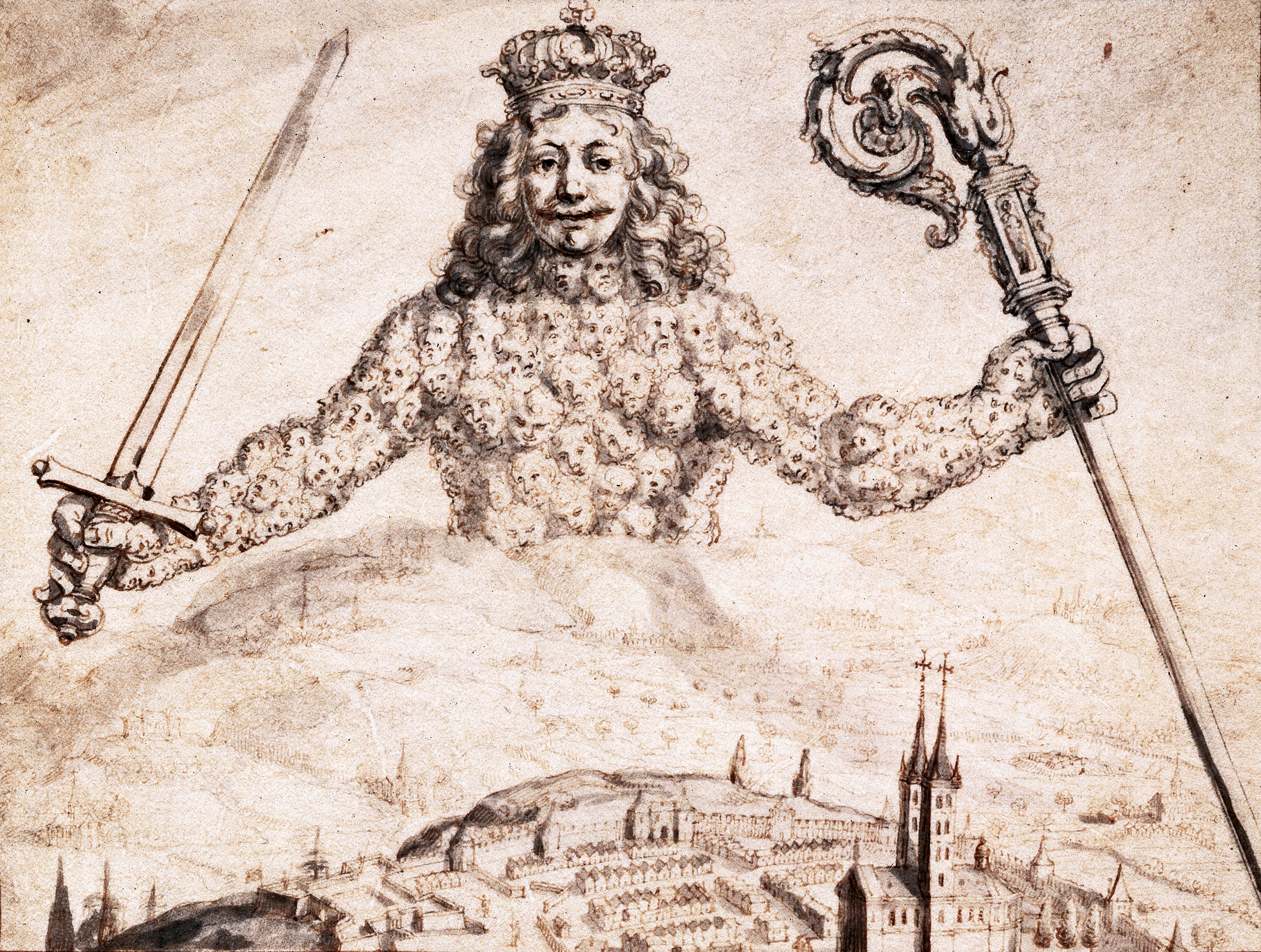

الكريتوقراطية هي نظام حكم يسود فيه القضاة. تختلف الكريتوقراطية عن الكريتارية؛ ففي حين أن كليهما نمط حكم يحكم فيه القضاة، إلا أنهما يختلفان في كيفية الوصول إلى الأحكام. ففي الكريتوقراطية تستقر الأحكام بناء على الآراء الخاصة للقضاة، حيث «القاضي يحكم بما يعلم» بينما في الكريتاريّة تستقر الأحكام بناء على ما إن كانت الحقوق الطبيعية للفرد قد انتُهكَت.

## أمثلة
- الفترة السابقة على حكم الملك شاؤول التوراتي على إسرائيل التاريخية
- سردينيا في العصور الوسطى
- الصومال تحت حكم المحاكم الشرعية